# Basil Shaaban
Basil Shaaban (Beirute, 27 de Março de 1980) é um automobilista libanês.